# Osmia nigroscopula
Osmia nigroscopula är en biart som först beskrevs av Wu 1982.  Osmia nigroscopula ingår i släktet murarbin, och familjen buksamlarbin. Inga underarter finns listade i Catalogue of Life.